# Psittacanthus crassipes
Psittacanthus crassipes är en tvåhjärtbladig växtart som beskrevs av Kuijt. Psittacanthus crassipes ingår i släktet Psittacanthus och familjen Loranthaceae. Inga underarter finns listade i Catalogue of Life.